# Farrobo (Bandeiras)
O Farrobo é um povoado português localizado na freguesia da Bandeiras, concelho da Madalena do Pico, ilha do Pico, arquipélago dos Açores. 
Este povoado localiza-se próximo aos Mistérios de Santa Luzia e do local do Cachorro, onde se localizam os acidentes geológicos denominadas Arcos do Cachorro.